# レイチェル・カーソン賞
レイチェル・カーソン賞（英: Rachel Carson Prize）は国際的な環境賞。1991年にノルウェーのスタヴァンゲルで、レイチェル・カーソンの功績を記念して設立された。この賞はスタヴァンゲルで開かれた会議において、議長であったベリット・オース主導の下、自発的に確立した。受賞者は賞金と、芸術家のIrma Bruun Hodne によって作られた鵜の彫刻が贈られる。

## 受賞者
- 1991年: Sidsel Mørck ノルウェーの作家・活動家
- 1993年: Bergljot Børresen ノルウェーの獣医
- 1995年: Anne Grieg ノルウェーの精神科医
- 1997年: ベリット・オース ノルウェーのフェミニスト・社会心理学教授
- 1999年: Theo Colborn アメリカの動物学者
- 2001年: Renate Künast ドイツの農務長官
- 2003年: Åshild Dale ノルウェーの農業者
- 2005年: Malin Falkenmark スウェーデンの水文学教授
- 2007年: Sheila Watt-Cloutier カナダのイヌイット気候科学者
- 2009年: マリー・モニク・ロビン（Marie-Monique Robin）フランス人、ジャーナリスト
- 2011年: マリリン・メールマン（Marilyn Mehlmann）非営利組織 Global Action Plan 事務総長
- 2013年: Sam Fanshawe